# Кече
Кече (Кеце — солнце) — женское божество марийского пантеона. Имя богини восходит к запретному названию солнца в марийском и мордовском языках. 

## Этимология
Ср. с финским kehä, от праволжского *kesä, круг.

## Описание и функции
Кече имела антропоморфный облик, о чём свидетельствуют идиомы кечейол — солнечный луч, букв. «нога солнца»; кече корно — букв. «дорога солнца». Её представляли всевидящим оком верховного небесного божества. В орнаментальной вышивке и резьбе символом солнца служил круг, заключённый в круг ромб и перекрещенный по диагонали квадрат.

## Мифы
Кече упоминается в мифах о проклятии короткопалого ежа и объяснении причины, почему облака стали летать высоко. В первом случае богиня выступает советчиком (она не знает где хитрый плотник спрятал гроб с духом смерти Колымаш, но велит спросить об этом бога Луны), во втором, наряду с Куго-Юмо, — предопределителем человеческой судьбы. В мифе о Кокше помогает своему зятю помириться с Кече ӱдыр.

## Семья
Соответствующий мужской персонаж — Кече юмо. Кроме того, известны другие мужские божества солнца: Кече курыж (божество солнца), Кече он (владыка солнца), Кече пӱрышӧ юмо (бог предопределитель солнца), Кечывал юмо (бог полудня).

## Культ
Кече жила внутри самого солнца. В честь неё устраивались публичные празднества, в которых принимали участие исключительно женщины и девушки. В жертву богине приносили красную или белую корову. В случае если ребёнок заболевал, клали на пенёк яйцо и три блина, прося Кече вернуть ребёнку румянец.
Весной жрецы совершали обряд кормления Кече: они зачерпывали ложкой молоко и поднимали ложку по направлению к солнцу, обращаясь к нему с молитвой. Осенью, перед тем как начать есть хлеб нового урожая, приносилась символическая жертва Кече: люди выходили во двор, поворачивались к солнцу и поднимали над головой блюдо с хлебом. В старину над дверным косяком делали специальный вырез. При восходе солнца его открывали и возносили хвалу Кече: «Мать солнца, велико твоё могущество! За матерью ветра, матерью облаков, матерью воды присматриваешь. Нашу жизнь освещаешь, утренней зарёй мир расцвечиваешь, силы нам даёшь!»